# Aktions- und Menschenkette von Krümmel nach Brunsbüttel

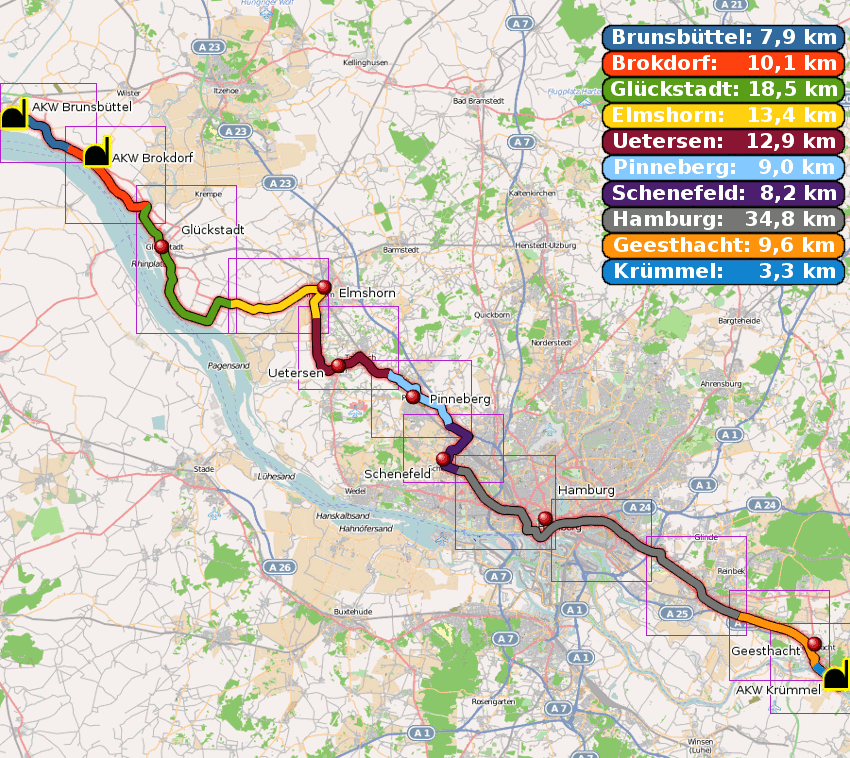
Verlauf der Kette

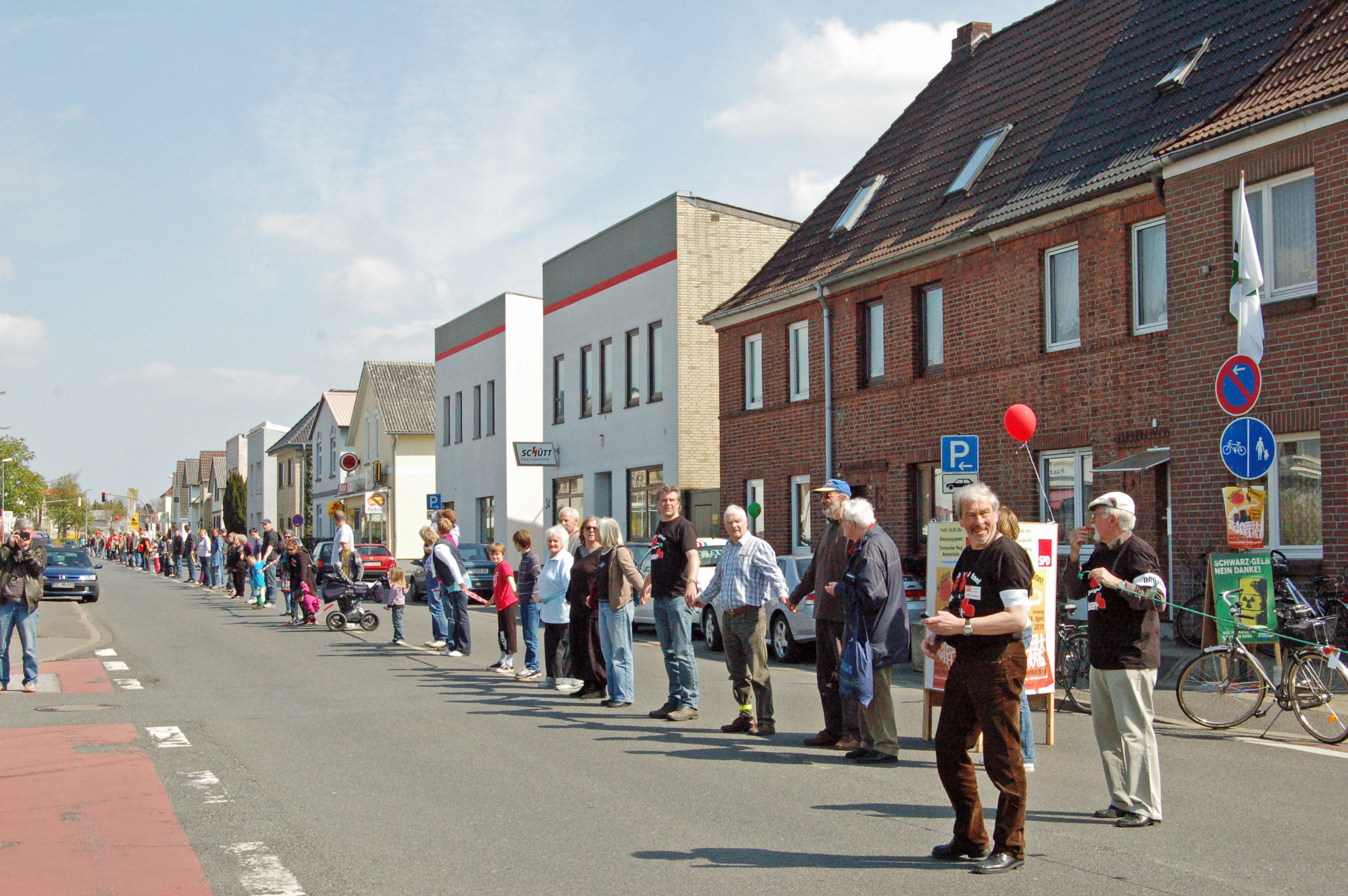
Menschenkette in Uetersen

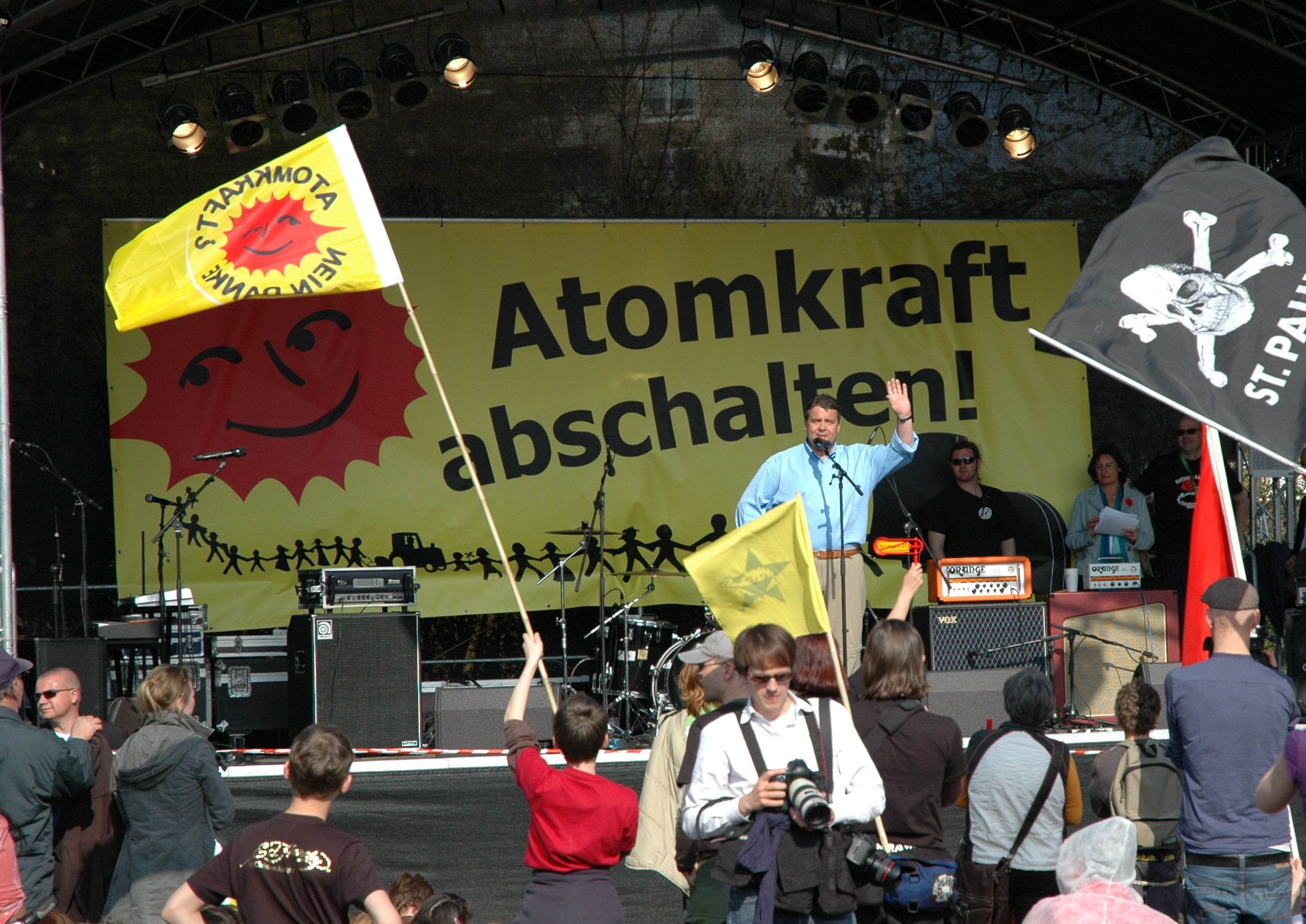
Sigmar Gabriel

Die Aktions- und Menschenkette von Krümmel nach Brunsbüttel, vom Veranstalter KETTENreAKTION! genannt, war eine Protestaktion gegen die Kernenergie am 24. April 2010. Sie fand aus Anlass des zwei Tage später stattfindenden 24. Jahrestags der Katastrophe von Tschernobyl und vor dem Hintergrund der in der deutschen Politik diskutierten Laufzeitverlängerungen für Kernkraftwerke statt.

## Menschenkette und Veranstaltungen
Auf einer 127 km langen Strecke vom Kernkraftwerk Krümmel über Hamburg bis zum Kernkraftwerk Brunsbüttel demonstrierten 120.000 Menschen und bildeten eine Menschenkette. Die Teilnehmer reisten in mehreren Sonderzügen und mit rund 240 Bussen aus ganz Deutschland, sowie aus Österreich, Polen und Italien zu 124 Sammelpunkten an. Zu den größten Sonderzügen gehörten die mit der Bürgerinitiative Gundremmingen aus Bayern die mit 1.000 Mitgliedern anreisten und ein Sonderzug aus Berlin mit 700 Teilnehmern.
An sieben Orten entlang der Strecke (Glückstadt, Elmshorn, Uetersen, Pinneberg, Schenefeld, Hamburg und Geesthacht), fand ein Redner- und Musikprogramm statt. Zu den Künstlern zählten Jan Delay und Freunde, Das Bo, DJ Mad, Microphone Mafia, Rantanplan, Dota und Abi Wallenstein. An den Hauptveranstaltungsorten kam es zu massiven Verkehrsproblemen, da die Hauptverkehrsstraßen durch Teilnehmer blockiert waren.
Gleichzeitig umzingelten etwa 10.000 Atomkraftgegner (nach Polizeiangaben, nach Angaben der Veranstalter etwa 20.000) das hessische Kernkraftwerk Biblis und bildeten eine 4 km lange Menschenkette um die Anlage. An der Veranstaltung nahmen SPD-Landesvorsitzender Thorsten Schäfer-Gümbel, mehrere SPD-Landtagsabgeordnete und Vertreter der Jusos teil, sowie der Fraktionschef der Grünen, Tarek Al-Wazir, und elf weitere Abgeordnete der Grünen teil.
7000 Menschen demonstrierten vor dem Zwischenlager Ahaus im westlichen Münsterland.
Veranstalter war ein Trägerkreis, zu dem folgende Initiativen zählten: Arbeitsgemeinschaft Schacht Konrad, Attac Deutschland, .ausgestrahlt – gemeinsam gegen Atomenergie, Bundesverband Erneuerbare Energien, Bund für Umwelt- und Naturschutz, Bündnis 90/Die Grünen, Campact, DGB Nord, Deutscher Naturschutzring, Deutsche Umwelthilfe, Die Linke, Thomas Schaack, Umweltbeauftragter der Nordelbischen Kirche, Eurosolar, Evangelische Jugend Hamburg, Forum gemeinsam gegen das Zwischenlager und für eine verantwortungsvolle Energiepolitik (Gundremmingen), Grüne Jugend, IG Metall Küste, IG Metall Niedersachsen und Sachsen-Anhalt, IG Metall Unterelbe, Internationale Ärzte für die Verhütung des Atomkrieges, Jungsozialisten in der SPD, die Klima-Allianz Deutschland, Naturfreunde Deutschlands, Sozialdemokratische Partei Deutschland, Umwelthaus am Schüberg des Evangelisch-Lutherischen Kirchenkreises Hamburg-Ost, ver.di Nord.
Zusätzlich riefen bekannte Künstler zu den geplanten Massenprotesten auf. Zu den Unterzeichnern des Aufrufes gehörten unter anderen die Schriftsteller Sten Nadolny, Tilman Spengler und Günter Grass sowie die Schauspielerinnen Kristin Meyer, Eleonore Weisgerber, Andrea Sawatzki und Cosma Shiva Hagen. Auch die Musiker Udo Lindenberg, Max Mutzke, Jan Delay, Konstantin Wecker, die Schauspieler Wolfgang Völz, Günter Lamprecht und Hannes Jaenicke, die Filmemacher Pepe Danquart und Rolf Schübel, die Fernsehmoderatorin und Autorin Sarah Kuttner unterschrieben den Aufruf.
Eine Menschenkette der gleichen Größenordnung war zuletzt die Protestaktion am 22. Oktober 1983 gegen die Nachrüstung in den NATO-Mitgliedsstaaten mit 200.000 Teilnehmern auf einer Länge von 108 km zwischen Stuttgart und Neu-Ulm.

## Bekannte Teilnehmer und Redner
- Renate Künast, Vorsitzende der Bundestagsfraktion Bündnis 90/Die Grünen (Menschenkette Raa-Besenbek)[7][8]
- Jürgen Trittin, Fraktionsvorsitzender der Bundestagsfraktion Bündnis 90/Die Grünen (Redner Brokdorf, Menschenkette Raa-Besenbek)[7][8]
- Sigmar Gabriel, SPD-Parteivorsitzender und ehemaliger Bundesminister für Umwelt, Naturschutz und Reaktorsicherheit und Ministerpräsident des Landes Niedersachsen (Redner Elmshorn, Menschenkette Raa-Besenbek)[7][9][8]
- Cem Özdemir, Bundesvorsitzender der Partei Bündnis 90/Die Grünen (Menschenkette Hamburg)
- Claudia Roth, Bundesvorsitzende der Partei Bündnis 90/Die Grünen (Menschenkette Hamburg)
- Christa Goetsch, zweite Bürgermeisterin und Senatorin für Schule, Berufs- und Weiterbildung der Freien und Hansestadt Hamburg.
- Klaus Ernst, Gewerkschafter und Stellvertretender Vorsitzender der Partei Die Linke (Redner Brokdorf)[7]
- Ralf Stegner, Vorsitzender der SPD-Landtagsfraktion und seit 2007 Landesvorsitzender der schleswig-holsteinischen SPD (Menschenkette)[10]
- Franziska Drohsel, Bundesvorsitzende der Jusos (Menschenkette)[10]
- Steffi Lemke, politische Bundesgeschäftsführerin der Partei Bündnis 90/Die Grünen (Menschenkette)[10]
- Andrea Nahles, Generalsekretärin der SPD und Sprecherin der Arbeitsgruppe Arbeit und Soziales der SPD-Bundestagsfraktion (Menschenkette Geesthacht)
- Ulrike Mehl, stellvertretende Bundesvorsitzende des Bund für Umwelt und Naturschutz Deutschland (BUND) (Rednerin Brokdorf)
- Jochen Stay, deutscher Umweltaktivist, Friedensaktivist und Publizist, seit 2008 Sprecher einer Anti-Atom-Organisation (.ausgestrahlt) (Redner Hamburg)
- Hans-Christian Ströbele, Mitglied des deutschen Bundestags, Bündnis 90/Die Grünen, (Menschenkette Hamburg-Bergedorf)

## Kritik
Einige ökologisch orientierte Unternehmen sollen Busse und Sonderzüge gesponsert haben, kritisierte die lauenburgische FDP-Bundestagsabgeordnete Christel Happach-Kasan: „Das Grundrecht auf Demonstrationsfreiheit darf nicht von PR-Strategen staatlich geförderter Öko-Konzerne als Instrument des Marketings instrumentalisiert werden.“